# OFK Bačka
Omladinski fudbalski klub Bačka (serb. cyr. Омладински фудбалски клуб „Бачка“) – serbski klub piłkarski, mający siedzibę w mieście Bačka Palanka, na północy kraju.

## Historia
Chronologia nazw:
- 1945: FK Torpedo Bačka Palanka (ФК Торпедо Бачка Паланка)
- 1947: FK Bačka (ФК Бачка)
- 2015: OFK Bačka (OФК Бачка)

Klub piłkarski Torpedo został założony w miejscowości Bačka Palanka w roku 1945. W 1947 zmienił nazwę na FK Bačka. Zespół najpierw występował w niższych ligach mistrzostw Jugosławii. Po raz pierwszy debiutował w drugiej związkowej lidze Jugosławii w sezonie 1960/61, jednak po zakończeniu sezonu spadł z powrotem do grupy regionalnej III ligi. Od 1962 do 1976 przez kolejnych 14 sezonów zespół ponownie występował w drugiej lidze Jugosławii. W latach 1976–1988 klub występował w Lidze Wojwodiny, która była trzecim poziomem mistrzostw Jugosławii. W sezonie 1988/89 po raz 16 przystąpił do rozgrywek w drugiej lidze Jugosławii, w której zajął 18.miejsce, po czym spadł do ligi międzyregionalnej.
Po rozpadzie "starej" Jugosławii w 1991 klub w ciągu następnych dwóch dekad grał przeważnie w Serbskiej lidze Vojvodina (III poziom krajowy), od czasu do czasu spadając do ligi regionalnej Bačka, gdy przeżywał kryzys finansowy.
Po rozpadzie Serbii i Czarnogóry w 2006 klub kontynuował występy w Serbskiej lidze Vojvodina. W sezonie 2013/14 zwyciężył w Serbskiej lidze Vojvodina i zdobył awans do Prva liga Srbije. W sezonie 2014/15 zajął czwarte miejsce, a w następnym sezonie uplasował się na drugiej pozycji zdobywając historyczny awans do Super liga Srbije. W sezonie 2016/17 zadebiutował w Superlidze, w której zajął 13.miejsce.

## Sukcesy

### Trofea międzynarodowe
Nie uczestniczył w rozgrywkach europejskich (stan na 31-05-2018).

### Trofea krajowe
Serbia
| \| \| Zdobyte trofea w rozgrywkach Serbii (stan na: 31-05-2018) \| |                                                           |      |                                    |
| Rozgrywki                                                          | Osiągnięcie                                               | Razy | Sezon(y)                           |
| Mistrzostwo                                                        | I miejsce                                                 | 0    |                                    |
| Mistrzostwo                                                        | II miejsce                                                | 0    |                                    |
| Mistrzostwo                                                        | III miejsce                                               | 0    |                                    |
| Mistrzostwo                                                        | 13.miejsce                                                | 1    | 2016/17                            |
| Puchar                                                             | zdobywca                                                  | 0    |                                    |
| Puchar                                                             | finalista                                                 | 0    |                                    |
| Puchar                                                             | 1/16 finału                                               | 4    | 2015/16, 2016/17, 2017/18, 2018/19 |
| II liga                                                            | I miejsce                                                 | 0    |                                    |
| II liga                                                            | II miejsce                                                | 1    | 2015/16                            |
| II liga                                                            | III miejsce                                               | 0    |                                    |
| Serbia                                                             | Zdobyte trofea w rozgrywkach Serbii (stan na: 31-05-2018) |      |                                    |

- Srpska Liga Vojvodina (III poziom):
  - mistrz (1): 2013/14

Serbia i Czarnogóra
| \| \| Zdobyte trofea w rozgrywkach Serbii i Czarnogóry (stan na: 31-05-2006) \| |                                                                        |      |          |
| Rozgrywki                                                                       | Osiągnięcie                                                            | Razy | Sezon(y) |
| Mistrzostwo                                                                     | I miejsce                                                              | 0    |          |
| Mistrzostwo                                                                     | II miejsce                                                             | 0    |          |
| Mistrzostwo                                                                     | III miejsce                                                            | 0    |          |
| Puchar                                                                          | zdobywca                                                               | 0    |          |
| Puchar                                                                          | finalista                                                              | 0    |          |
| Puchar                                                                          | 1/8 finału                                                             | 1    | 1993/94  |
| II liga                                                                         | I miejsce                                                              | 0    |          |
| II liga                                                                         | II miejsce                                                             | 0    |          |
| II liga                                                                         | III miejsce                                                            | 0    |          |
| Serbia i Czarnogóra                                                             | Zdobyte trofea w rozgrywkach Serbii i Czarnogóry (stan na: 31-05-2006) |      |          |

Jugosławia
| \| \| Zdobyte trofea w rozgrywkach Jugosławii (stan na: 31-05-1992) \| |                                                               |      |                      |
| Rozgrywki                                                              | Osiągnięcie                                                   | Razy | Sezon(y)             |
| Mistrzostwo                                                            | I miejsce                                                     | 0    |                      |
| Mistrzostwo                                                            | II miejsce                                                    | 0    |                      |
| Mistrzostwo                                                            | III miejsce                                                   | 0    |                      |
| Puchar                                                                 | zdobywca                                                      | 0    |                      |
| Puchar                                                                 | finalista                                                     | 0    |                      |
| Puchar                                                                 | ćwierćfinalista                                               | 1    | 1968/69              |
| II liga                                                                | I miejsce                                                     | 0    |                      |
| II liga                                                                | II miejsce                                                    | 0    |                      |
| II liga                                                                | III miejsce                                                   | 0    |                      |
| II liga                                                                | 13.miejsce                                                    | 1    | 1967/68 (gr. Wschód) |
|                                                                        | Zdobyte trofea w rozgrywkach Jugosławii (stan na: 31-05-1992) |      |                      |

## Stadion
Klub rozgrywa swoje mecze domowe na stadionie im. Slavka Maletina Vavy w Bačkiej Palance, który może pomieścić 5500 widzów.